# Dicranophora
Dicranóphora (лат.) — монотипный род зигомицетовых грибов, включает вид Dicranóphora fúlva. Паразит шляпочных грибов.

## Описание

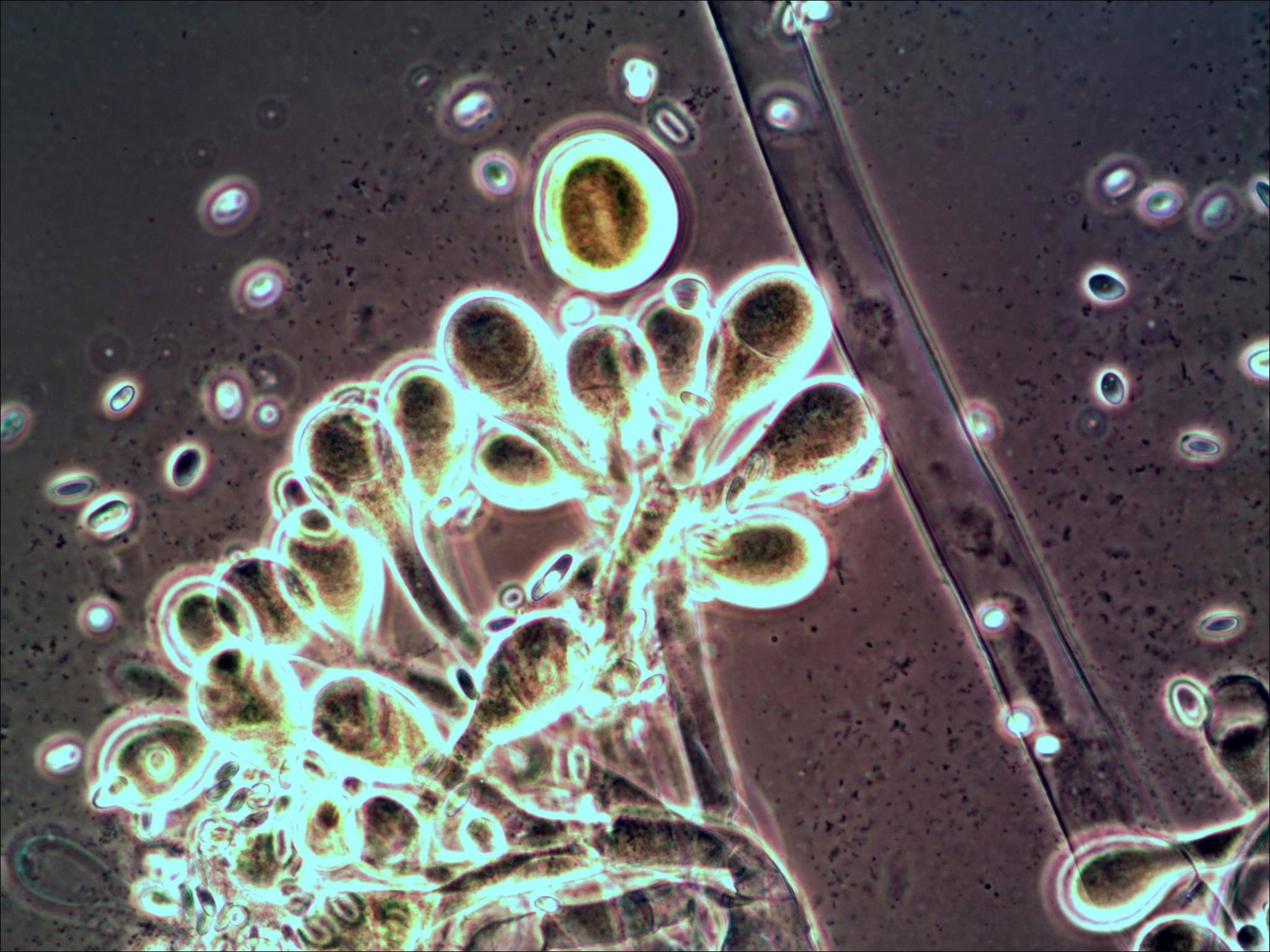
Спорангии

Биотрофный паразит, встречающийся на плодовых телах грибов семейств Болетовые, Маслёнковые, Свинушковые, Мокруховые. Прекращает рост при температурах выше около 26 °C.
В культуре неустойчив. Колонии на агаре войлочные, золотисто-жёлтые или оранжево-жёлтые. Гомоталличен.
Стилоспорангиофоры до 0,5 см длиной, 15—30 мкм толщиной, простые, бесцветные, гладкие, фототропичные. Стилоспорангии 80—160 мкм в диаметре, коричнево-оранжевые, несут около 30 спор. Колонка 20—60 мкм в диаметре, шаровидная.
Спорангиофоры 3—5-кратно дихотомически разветвлённые, с красно-оранжевым содержимым, веточки прямые. Спорангии 20—35 мкм в диаметре, с 3—7 спорами, без колонки. Споры шаровидные или эллиптически-шаровидные, 10—30 мкм в диаметре.

## Таксономия
Род был выделен в 1886 году Йозефом Шрётером. Название образовано от др.-греч. δίκρανος — «двуголовый» и φέρω — «нести». Относится к дихотомически ветвящимся спорангиофорам, несущим на концах спорангиоли.

### Синонимы
- Thamnidium fulvum (J.Schröt.) Milko, 1968